# Carme Carmona Pascual
Carme Carmona Pascual (Ripollet, 9 de maig de 1959) va ser l'alcaldessa de Cerdanyola del Vallès des del 16 de desembre de 2009 fins al 13 de juny de 2015. Des de 2024 és la directora del DOGC.

## Biografia
Està casada amb dos fills. Nascuda el 9 de maig de 1959 a Ripollet, va cursar estudis al Col·legi Anunciata de Cerdanyola del Vallès i estudis de Dret a la Universitat Autònoma de Barcelona (UAB). Va iniciar la seva activitat política sent estudiant i durant els últims anys del franquisme.
El 1979 començà la seva carrera professional a l'administració local, on ha desenvolupat diversos llocs de treball. És directora de Recursos Humans de l'Ajuntament d'Esplugues de Llobregat des de 1988. Desenvolupant aquesta tasca formà part del patronat de la Fundació Factor Humà.
Milita al Partit dels Socialistes de Catalunya des del 2002, on fou Secretària d'Organització de l'Agrupació Local de Cerdanyola; i on, actualment, és membre del Consell de les Dones del Partit. Als comicis municipals de 2007 va integrar la candidatura guanyadora del Partit dels Socialistes de Catalunya (PSC) a Cerdanyola del Vallès, on va assolir l'acta de Regidora el 16 de juny de 2007, formant part del Grup Municipal Socialista encapçalat per l'alcaldable Antonio Cárdenas Jiménez.
Desenvolupant aquestes tasques formà part del Consell de les Dones i Polítiques d'igualtat de Cerdanyola del Vallès i va estar adscrita a les Comissions Informatives de Presidència i de Serveis Generals, així com a la Comissió Especial de Comptes. Fou anomenada portaveu del Grup Municipal Socialista a l'octubre de 2009 degut a la marxa com a regidor d'Antonio Cárdenas.
Arran d'una crisi de govern a la ciutat i després de dos mesos d'una situació de paralització del govern de Cerdanyola, el grups municipals de PSC i CiU presentaren una moció de censura al desembre de 2009 contra l'alcalde d'aquell moment, Antoni Morral, on la proposta a alcaldessa d'aquesta moció fou Carme Carmona. El dia 16 de desembre de 2009 es convocà el ple extraordinari i en aquest ella fou escollida alcaldessa amb 13 vots a favor d'un total de 25.
Carme Carmona fou la candidata del PSC a les eleccions municipals de 2011, eleccions que va guanyar obtenint 7 regidors. L'onze de juny de 2011 fou escollida de nou alcaldessa com a cap de llista més votada.
Quatre anys més tard, a les eleccions municipals de 2015, la llista de Carme Carmona va tornar a ser la llista més votada per només 28 vots de diferència de la segona força més votada, Compromís per Cerdanyola, i va perdre dos regidors. Un pacte entre aquests últims, ICV-EUiA-MES, ERC i CiU va permetre que l'alcaldia passés a ser obtinguda per Compromís per Cerdanyola el 13 de juny de 2015.